# Torne bokskog
Torne bokskog är ett naturreservat i Alvesta kommun i Kronobergs län.
Reservatet är skyddat sedan 2012 och omfattar 32 hektar. Det är beläget vid sjön Åsnens västra strand, sydost om Grimslöv, 1,8 km öster om Västra Torsås kapell.  Området består mest av gammal bokskog.
Marken är kuperad och i vissa delar blockrik. I bokskogen finns inslag av ek och det sydvästra hörnets sumpskog växer björk, asp och al. Det finns många grova gamla träd och rikligt med död ved. Området har ett rikt växt- och djurliv med ett stort antal ovanliga och hotade arter av lavar, mossor och svampar.
Delar av området ingår i EU:s ekologiska nätverk av skyddade områden, Natura 2000. 